# Stirling (area amministrativa)
Stirling (in gaelico scozzese Shruighlea) è una delle 32 aree di governo locale in Scozia.

## Località
- Aberfoyle
- Ardchyle
- Ardeonaig
- Arnprior
- Balmaha
- Balquhidder
- Bannockburn
- Blair Drummond
- Boreland
- Bridge of Allan
- Brig o' Turk
- Buchanan Smithy
- Buchlyvie
- Callander
- Campsie
- Cowie
- Craigdownings
- Craigruie
- Crianlarich
- Croftamie
- Doune
- Drymen
- Dunblane
- Fallin
- Fintry
- Gargunnock
- Gartness
- Inversnaid
- Killearn
- Killin
- Kinbuck
- Kinlochard
- Kippen
- Lecropt
- Lochearnhead
- Mid Lecropt
- Milton of Buchanan
- Mugdock
- Port of Menteith
- Plean
- Raploch
- Rowardennan
- Strathyre
- Stronachlachar
- Thornhill
- Torbrex
- Tyndrum
- St Ninians
- Stirling
- Strathblane